# Microcebus berthae
Microcebus berthae is een zoogdier uit de familie van de dwergmaki's (Cheirogaleidae). De wetenschappelijke naam van de soort werd voor het eerst geldig gepubliceerd door Rodin M. Rasoloarison, Steven M. Goodman en Jörg U. Ganzhorn in 2000.

## Uiterlijke kenmerken
Met een gemiddelde kop-romplengte van 92 millimeter en een gewicht van ongeveer 30 gram, is Microcebus berthae de kleinste van alle bekende primaten.

## Voorkomen
De soort is endemisch voor een aantal verspreide gebieden in westelijk Madagaskar.

## Voedsel
Deze muismaki is een nachtdier dat zich voedt met insecten, kleine gewervelden, vruchten, bloemen en nectar.